# Copidosoma bucharicum
Copidosoma bucharicum är en stekelart som beskrevs av Svetlana N. Myartseva 1983. Copidosoma bucharicum ingår i släktet Copidosoma och familjen sköldlussteklar.
Artens utbredningsområde är:
- Turkmenistan.
- Uzbekistan.

Inga underarter finns listade i Catalogue of Life.